# کوه مینی
کوه مینی (به انگلیسی: Mount Meany) یک کوه و قله در ایالات متحده آمریکا است که در شهرستان جفرسون، واشینگتن واقع شده‌است. کوه مینی ۲٬۰۴۰٫۶۶ متر بالاتر از سطح دریا واقع شده‌است.